# 超伝導

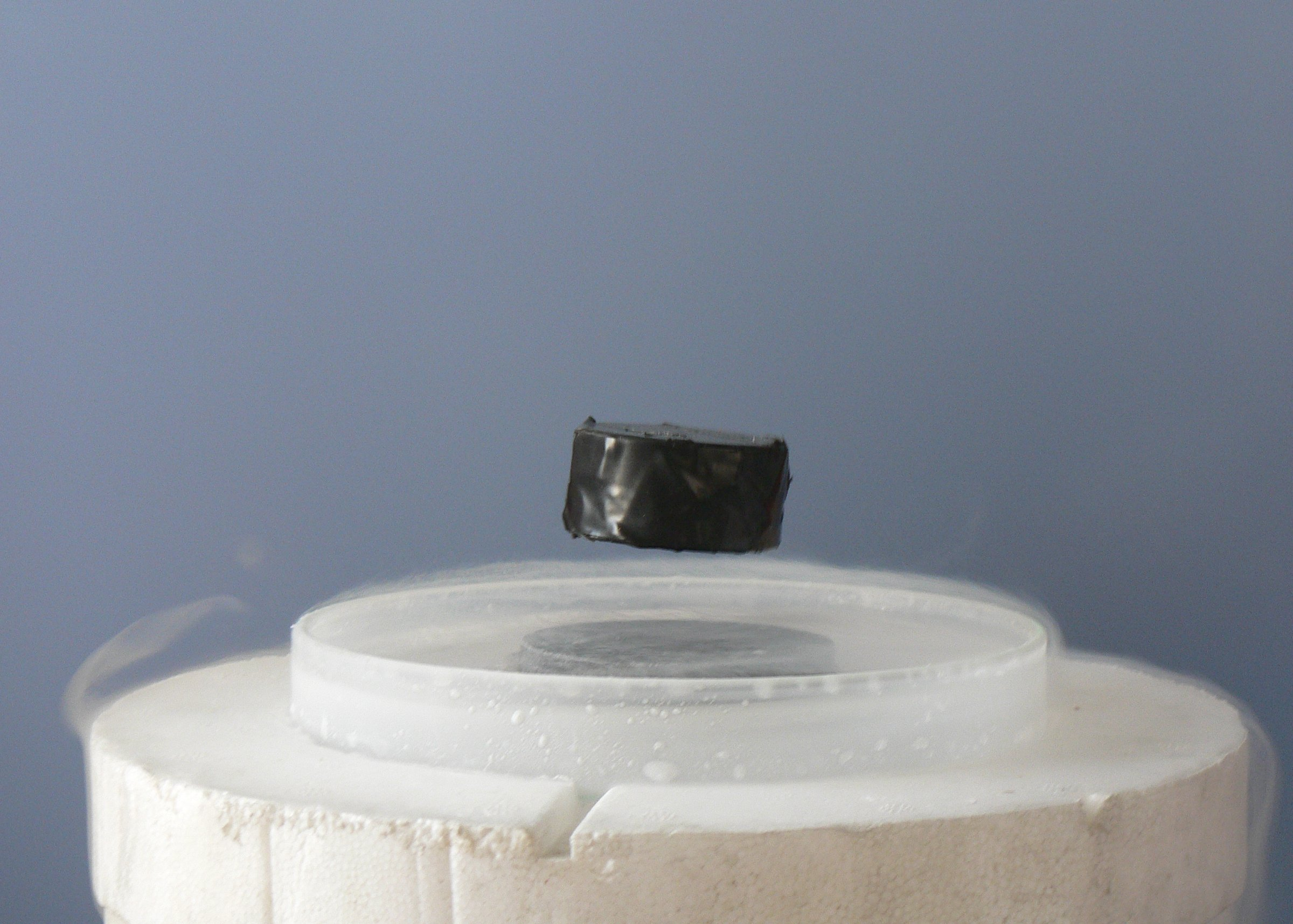
マイスナー効果・ピン止め効果によリ、超伝導体の上に浮かぶ磁石

超伝導（ちょうでんどう、英: superconductivity）とは、電気伝導性物質（金属や化合物など）が、低温度下で、電気抵抗が0へ転移する現象・状態を指す（この転移温度を超伝導転移温度と呼ぶ）。1911年、オランダの物理学者ヘイケ・カメルリング・オンネスが実験で発見した。
超伝導状態下では、マイスナー効果（完全反磁性）により外部からの磁力線が遮断され（磁石と超伝導体との間には反発力が生ずる）、電気抵抗の測定によらなくとも、超伝導状態であることが判別できる。
その微視的発現機構は、電気伝導性物質内では自由電子間の引力が低エネルギーでは働き、その対が凝縮状態となることによると説明される（BCS理論）。したがって、低温度下では普遍的現象ともいえる。
この温度が室温程度の物質を得ること（室温超伝導）は、材料科学の重要な研究目標の一つである。
「超電導」と表記されることもある   。「超電導」の表記については、1926年（大正15年）の『理化学研究所彙報』（理化学研究所発行）の誤植がもとになっている可能性が指摘されている 。

## 概要
金属は温度が下がると電気伝導性が上がり、逆に温度が上がると伝導性は減少する（純粋な金属の抵抗率は温度の3乗に比例する）。この原因は、温度の上昇に伴う格子振動の増大により、伝導電子がより散乱されるためである。この性質から、絶対零度に向けて純粋な金属の電気抵抗はゼロになることが昔から予想されていた。
このことを検証する過程で、1911年にヘイケ・カメルリング・オンネスによって超伝導が発見された。超伝導となる温度（臨界温度、Tc）は金属によって異なり、例えばニオブは9.22 K、アルミニウムは1.20 Kとなる。
特定の物質が超低温に冷やされた時に起こる現象は「超伝導現象」(英: superconductivity phenomenon)、超伝導現象が生じる物質のことは「超伝導物質」(英: superconductor)、超伝導物質が超伝導状態にある場合「超伝導体」と呼ばれる。
液体窒素の沸点である−196℃ (77 K) 以上で超伝導現象を起こすものは特に高温超伝導物質 (英: cuprate superconductor) と呼ばれる。
物質が超伝導状態になることは相転移の一種であり、超伝導相に移り変わる温度を、（超伝導）転移温度という。超伝導に転移する前の相は常伝導という。
超伝導体には電気抵抗がゼロになる他にも、物質内部から磁力線が排除されるマイスナー効果によって「磁気浮上」現象を起こす。この時、磁力線の強度への応答の違いから第一種超伝導体 (英: type-I superconductor) と第二種超伝導体 (英: type-II superconductor) とに分類される。第二種超伝導体では磁力線の内部侵入を部分的に許すことで高強度の磁力に対してマイスナー効果が発生する。第二種超伝導体では、ピン止め効果によりゼロ抵抗を維持している。
ゼロ抵抗ではあるが電流が無限量で流れるわけではなく上限値があり飽和電流と呼ばれる。超伝導電流は伝導体の内部ではなく表面を流れるという特性により、飽和電流は伝導体径の一乗にしか比例せず、伝導体径の二乗に比例して伝導体内部を流れる常伝導電流に比べ、径の1/4に半比例して減少する。よって同じ飽和電流を得るための伝導体線径は常電導よりも非常に太くなる。
これらの現象はいずれも、量子力学的効果によって起きていると考えられ、基本的機構はBCS理論によって説明される。ただし、高温超伝導体の引力機構に対しては、BCS理論の電子・格子振動相互作用だけでは説明がつかず物理学の未解決問題の一つである。

### 用途
超伝導は、日常では扱わない低温でしか発生しない現象で、その冷却には高価な液体ヘリウムが必要なことから、社会での利用は特殊な用途に限られていた。
20世紀末にようやく上限温度（転移温度）が比較的高く安価な液体窒素で冷却できる高温超伝導体が相次いで発見されてから一般への認知も大きく進んだ。今後はさらに一般的な低温環境や室温で機能する実用的な超伝導体の発見が期待されている。
2019 年現在、超伝導の課題は｢高 Jc 基盤技術開発｣｢高性能長尺線材開発｣｢機器対応特殊性能向上技術開発｣である。
- 高 Jc 基盤技術開発には、｢配向基板・中間層形成技術｣、｢超伝導層・金属基板反応抑制技術｣、｢超伝導層内不純物抑制技術｣、｢金属基板平坦化技術｣、｢電気的・化学的安定化技術｣と発展途中である ｢大面積成膜｣、「自己配向化技術｣、｢高速配向材料｣が必要である。
- 高性能長尺線材開発には、｢高 Ic 特性長尺超伝導層形成技術｣、｢特性均一化技術｣、｢機械的高強度技術開発｣、｢低コスト技術開発｣と発展途中である｢マルチブルームマルチターン｣、｢基板温度制御｣、｢反応機構解析｣、｢仕込み組成制御｣、｢ガス流制御｣が必要である。
- 機器対応特殊性能向上技術開発には、｢人工ピン止め点制御技術｣、｢高精度スクライピング技術｣、｢高エンジニアリング臨界電流密度化｣、｢等方性線材｣、｢超伝導（低抵抗） 接続技術｣、と発展途中である｢微細人工ピン材料｣、｢UTOC−MOD 法｣、｢エキシマレーザー加工技術｣が必要である。

また、今後はさらに一般的な低温環境や室温で機能する実用的な超伝導体の発見が期待されている。

## 歴史
1911年、オランダのヘイケ・カメルリング・オンネスによって「純度の高い金属が容易に得られる水銀を液体ヘリウムで冷却していったとき、温度4.20 Kで突然電気抵抗が下がり4.19 Kではほぼゼロの10万分の1Ω以下になる現象」が報告された。ヘリウムの液化と超伝導の発見によって1913年にノーベル物理学賞が授与された。
1933年にドイツのヴァルター・マイスナーによって超伝導体が外部磁場を退けるマイスナー効果が発見された。これにより、超伝導体は完全導体とは異なることが決定付けられた。1935年にロンドン兄弟（フリッツ・ロンドン、ハインツ・ロンドン）が発表したロンドン方程式により、マイスナー効果は理論的に説明された。
1950年ヴィタリー・ギンツブルグとレフ・ランダウが、上記ロンドン理論より一歩進んだ現象論であるギンツブルグ-ランダウ理論を発表した。この理論には、超伝導の程度を表すオーダーパラメータが使われた。
1953年に最高転移温度17 Kを示すニオブスズ (Nb3Sn) が発見された。これは結晶構造からA15型超伝導体とよばれた。
1957年に発表されたジョン・バーディーン、レオン・クーパー、ジョン・ロバート・シュリーファーらのBCS理論により、超伝導現象の基本的な発現機構が解明された。
1980年代に発見された銅酸化物高温超伝導体や、21世紀になって見つかった二ホウ化マグネシウム (MgB2) 、2008年に報告された鉄系超伝導物質などを実用化する試みが続いている。
2020年10月14日には267GPaの高圧下ながら炭素質水素化硫黄(CH8S)が、287.7K（15℃）で超伝導状態になることをニューヨーク州ロチェスター大学のグループが発見、Nature紙で報告し、初の摂氏0℃を超える報告となった（高温超伝導を参照）。
より高い温度で超伝導を起こす物質を探すなど、最初の発見から100年以上経った2020年現在でも超伝導についての研究が盛んに行なわれている。

## 特性・効果

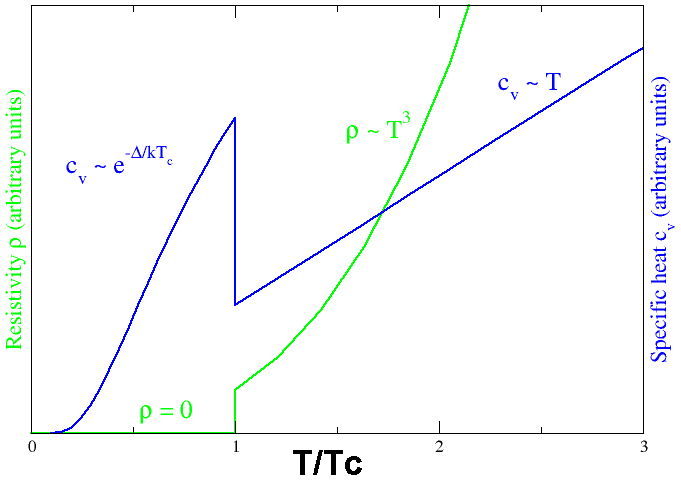
超伝導相転移における熱容量（c_{v}、青）と抵抗率（ρ、緑）の関係

完全導電性
電気抵抗がゼロとなるので、一度流れ始めた直流電流が電圧降下なしに永続するという効果。回路のすべてを超伝導体で構成すれば、流れ続ける電流によって永久電磁石となる。
マイスナー効果
マイスナー効果は完全反磁性とも呼ばれ、超伝導体内部が磁場を排除して内部磁場をゼロにする効果である。超伝導体を磁石上で常伝導状態から徐々に冷やしていったとき、転移温度を超えた瞬間に浮き上がる「磁気浮上」現象もこの効果によるものである。これは超伝導によって磁束の侵入が排除されたために、物体が浮き上がるものである。単に「超伝導体の上に磁石が浮く」というだけでは、永久電流による反発かマイスナー効果によるものかの判断はできない。
磁束の量子化
第二種超伝導体内部を通る磁束は {\displaystyle {\frac {h}{2e}}} の整数倍のとびとびの値をとる（h はプランク定数、e は素電荷）（磁束#磁束の量子化を参照）。
ジョセフソン効果
絶縁体を間に挟んだ2つの超伝導体間を、電圧降下なしにトンネル電流が流れる。2つの超伝導体の間に挟まれた絶縁体には超伝導状態を表す波動関数の位相差に比例した電流が流れる。ミクロな波動関数という概念をマクロに観測できるため超伝導を象徴する現象である（ジョセフソン効果を参照のこと）。
磁束格子状態
第二種超伝導体では、その超伝導体に固有の磁場値（下部臨界磁場）以上の磁場を印加した場合では量子化された磁束が超伝導体内部に侵入する。この状態は混合状態とも呼ばれる。磁束格子状態のときに磁束コア同士は互いに反発するため、多くの場合に最密構造、つまり三角格子を形成する（フラストレーションを参照）。ただし、フェルミ面の形状などによって四角格子を組む場合もあることが最近の研究から知られている。
ピン止め効果
磁束格子状態において、外部磁場の変化に対して磁束格子が追随して変化しない現象をピン止め、あるいはピン止め効果と呼ぶ。実用超伝導体において重要な現象。この現象がなければ実質的に超伝導体に電流が流せないため実用化ができなくなる。ひずみや不純物などの欠陥を多く含む非理想的な第二種超伝導体を貫く磁束は、これらの欠陥に引っかかり止められて動けない（ピン止め効果を参照のこと）。
臨界磁場の存在
一定以上の強度の磁場を加えることで超伝導状態は消失する。第二種超伝導体には、この意味での臨界磁場（上部臨界磁場 Hc2 と呼ぶ）と完全反磁性状態から磁束格子状態への転移を意味する下部臨界磁場 Hc1 が存在する（臨界磁場を参照のこと）。
比熱の異常
超伝導への相転移は二次の相転移であり、常伝導状態と超伝導状態の間には比熱の“とび”が存在する。
クエンチ
超伝導電磁石において超伝導コイルの一部が超伝導状態から常伝導状態に戻ることを「クエンチ」(英: quench) と呼ぶ。これに続いて全面的な常伝導化が一気に進むので、電気的、磁気的、熱的、機械的に大きな変化が同時に起こる。
エネルギーギャップの存在
従来の超伝導体では、電子流体を個々の電子に分解することはできない。その代わりに、クーパー対と呼ばれる電子の結合した対で構成される。この対は、フォノン（格子振動）の交換による電子間の引力によって引き起こされる。この対は非常に弱く、小さな熱振動が結合を破壊する。量子力学により、このクーパー対流体のエネルギースペクトルはエネルギーギャップを持ち、流体を励起するために供給されなければならないエネルギーの最小量ΔEが存在することを意味する。したがって、ΔEがkT（kはボルツマン定数、Tは温度）で与えられる格子の熱エネルギーよりも大きければ、流体は格子によって散乱されることはない。
同位体効果
1950年、マクスウェルとレイノルズらは、超伝導体の臨界温度が構成元素の同位体質量に依存する同位体効果を発見した。

## 機序を説明する理論
- ロンドン方程式
- ギンツブルグ-ランダウ理論
- BCS理論
- クーパー対

## 伝導物質

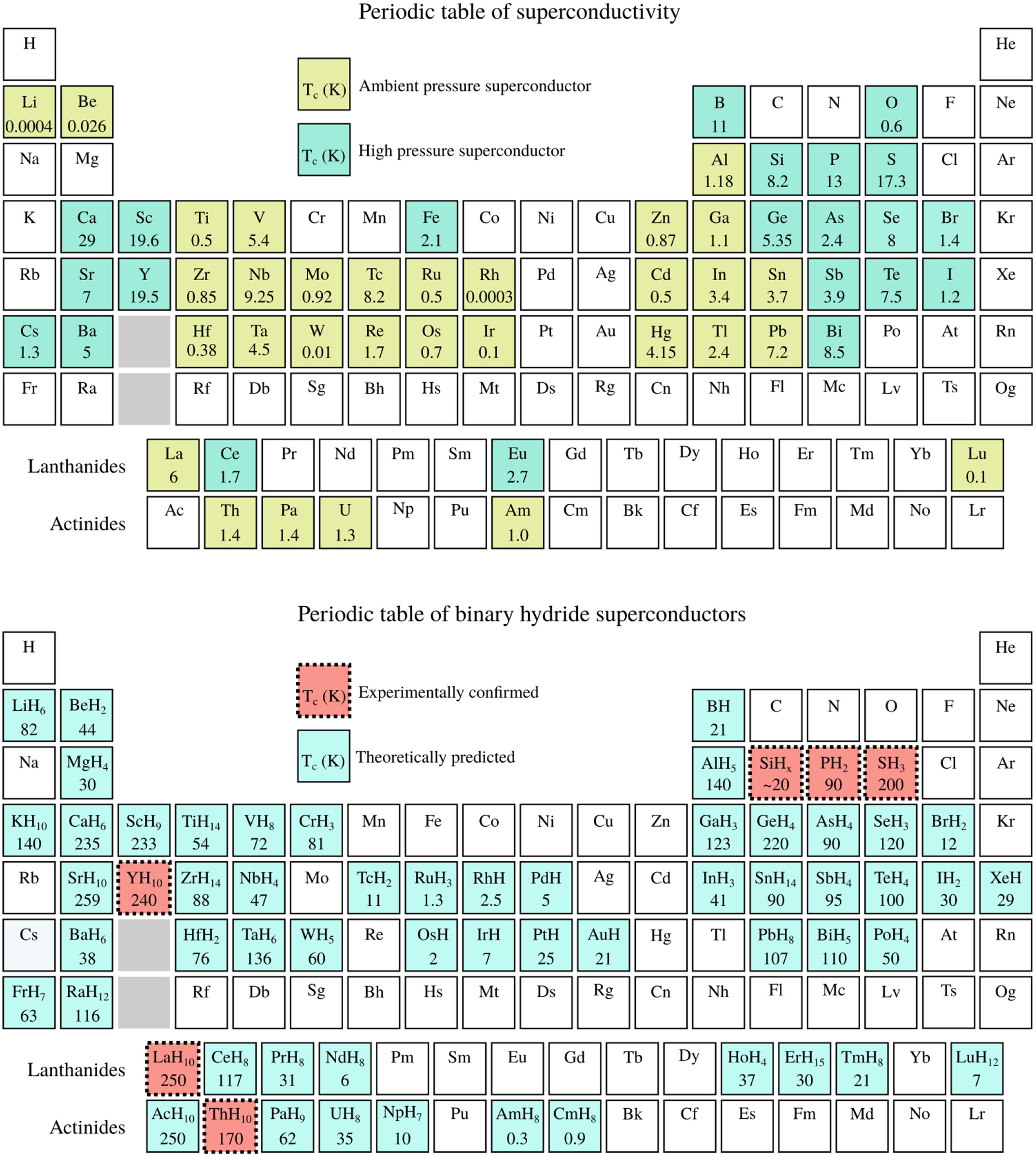
上：超伝導元素固体の周期表と実験的臨界温度（T）。下： 超伝導二元水素化物（0-300 GPa）の周期表。理論予測は青、実験結果は赤で示す。

超伝導現象の発見以降、超伝導を示す物質として多くの元素や化合物が発見されている。アルカリ金属、金、銀、銅などの電気伝導性の高い金属は超伝導にならない。単体の元素で最も超伝導転移温度が高いものは、ニオブの9.2 K（常圧下）である。常圧下において超伝導を示す金属は多いが、そうでない金属、あるいは非金属元素でも高圧下で金属化と同時に超伝導を示すものがある。また、重い電子系における超伝導や、高温超伝導、強磁性と超伝導が共存する物質など従来の超伝導物質と性格の異なるものも発見されている（高温超伝導を参照）。

### 有機超伝導体
一部の有機化合物には超伝導を示す。それらは有機超伝導体として分類される。

### 重い電子系超伝導体
| 材料     | TC (K) | 評論                                             | 原文参照 |
| -------- | ------ | ------------------------------------------------ | -------- |
| CeCu2Si2 | 0.7    | 初の非従来型超伝導体                             | [ 18 ]   |
| CeCoIn5  | 2.3    | セリウム系重い電子機器の中で最も高いTCを持つ。   | [ 19 ]   |
| CePt3Si  | 0.75   | 非センタ対称結晶構造を持つ初の重い電子系超伝導体 | [ 20 ]   |
| CeIn3    | 0.2    | 高圧でのみ超伝導                                 | [ 21 ]   |
| UBe13    | 0.85   | p波超伝導体                                      | [ 22 ]   |
| UPt3     | 0.48   | 複数の異なる超伝導相                             | [ 23 ]   |
| URu2Si2  | 1.3    | 17K以下の謎の「隠れた秩序相 」                   | [ 24 ]   |
| UPd2Al3  | 2.0    | 14K以下では反強磁性                              | [ 25 ]   |
| UNi2Al3  | 1.1    | 5K以下では反強磁性                               | [ 26 ]   |

## 利用例
超伝導現象は、超高感度の磁気測定装置 (SQUID) や医療用核磁気共鳴画像撮影 (MRI) 装置など、測定用に超伝導電磁石を使用する用途においては既に広く実用されている。しかし、これらの応用例でも冷却に高価な液体ヘリウムが用いられており、普及の大きな障害となっている。産業用途では実用化の技術開発が進んでいる超伝導モーターが最も期待されている。電力貯蔵の用途では瞬間停電を補償するために高い出力、短い応答速度が着目され、実用化されるに至っているが、現状では大電力を貯蔵するには至らずバッテリーなどよりコンデンサーに近い。また送電線については、生み出された電力のうちの数%は電気抵抗による送電ロスによるものとされており、室温超伝導が実現されれば、このロスを減らすことのできる画期的なテクノロジーとして期待されている。
以下に利用例を示す。
- 超伝導電磁石
- 超伝導加速器空洞
- 超伝導電力線
  - 超伝導モーター（開発中）
  - 核磁気共鳴 - 核磁気共鳴画像法 (MRI)（実用中）
  - 磁気浮上式鉄道（超伝導リニア）（実証実験段階）
  - 核融合炉（計画中）
- 超伝導量子干渉計 (SQUID)
- 磁気シールド装置
- 超伝導送電線（小規模の実証実験段階）
- 磁気推進船 - 実験船 ヤマト1
- 超伝導電力貯蔵装置(SMES)（瞬間停電補償用として実用化されている）
- 超伝導トランジスタ - ジョセフソン・コンピューター（実用は遠い）
- 超伝導転移端センサー（超高感度な熱量センサーとして実用化されている）

## 関連研究におけるノーベル賞受賞者
1. ヘイケ・カメルリング・オネス (1913)
2. ジョン・バーディーン、レオン・N・クーパー、ジョン・ロバート・シュリーファー (1972)
3. 江崎玲於奈、アイヴァー・ジェーバー、ブライアン・ジョゼフソン（1973年）
4. ヨハネス・ベドノルツ、カール・アレクサンダー・ミュラー（1987年）
5. アレクセイ・アブリコソフ、ヴィタリー・ギンツブルク、アンソニー・レゲット(2003)

## その他
電気抵抗の測定
超伝導の電気抵抗計測は、測定器自体が抵抗となるために限界がある。そのため、超伝導体の閉回路が作る磁場の測定を行う。磁場が測定されている限り、この閉回路には永久電流が流れているということになるので「閉回路は超伝導状態である」といえる。
軟超伝導体
第一種超伝導体のこと。
硬超伝導体
第二種超伝導体のこと。